# Wladimir Petrowitsch Platonow
Wladimir Petrowitsch Platonow, russisch Владимир Петрович Платонов, englische Transkription Vladimir Petrovich Platonov, (* 1. Dezember 1939 in Staiki (russisch Стайки), Region Witebsk, Belarus) ist ein belarussischer Mathematiker, der sich mit Algebra (besonders Algebraischen Gruppen), Zahlentheorie und Algebraischer Geometrie befasst.

## Leben
Platonow studierte an der Belarussischen Staatsuniversität in Minsk mit dem Abschluss 1961 und wurde 1963 an der Nationalen Akademie der Wissenschaften von Belarus promoviert. 1967 habilitierte er sich (russischer Doktortitel) an der Russischen Akademie der Wissenschaften. Im selben Jahr wurde er mit nur 28 Jahren Professor an der Belarussischen Staatsuniversität und er leitete dort die Abteilung Algebra und Topologie. Ab 1971 war er Leiter der Abteilung algebraische Geometrie und Topologie am Mathematikinstitut der Belarussischen Akademie der Wissenschaften, dessen Direktor er 1977 bis 1992 war. 1993 bis 2001 war er Professor für Mathematik an der University of Waterloo in Waterloo (Ontario) (und gleichzeitig bis 1996 leitender Wissenschaftler am Institut für Mathematik der Belarussischen Akademie der Wissenschaften). Nach einer Anklage wegen tätlichen Angriffs auf seine Frau (die darauf die Scheidung einreichte) im November 1999 wurde er zu einer Bewährungsstrafe verurteilt und gab 2001 seine Professur in Kanada auf, indem er vorzeitig in den Ruhestand ging. Er war danach leitender Wissenschaftler am Wissenschaftlichen Forschungsinstitut für Systementwicklung (Scientific Research Institute of System Development, SRISA/NIISI RAS) der Russischen Akademie der Wissenschaften in Moskau.
Zu seinen Doktoranden zählt Andrei Rapinchuk.

## Werk
Nachdem er sich bis 1966 mit topologischen Gruppen befasste, wandte er sich danach algebraischen Gruppen und deren Anwendung in der Zahlentheorie zu. Auf diesem Gebiet löste er eine Anzahl offener Probleme (Tannaka-Artin-Problem, Probleme von Kneser-Tits und Alexander Grothendieck u. a.) und entwickelte neue Methoden (wie reduzierte K-Theorie).
Mit Fritz Grunewald löste er das Problem der Arithmetizität endlicher Erweiterungen arithmetischer Gruppen und das Starrheitsproblem arithmetischer Untergruppen algebraischer Gruppen. Er löste das Rationalitätsproblem für Spinor-Varietäten und das Problem von Jean Dieudonné für Spinor-Normen.
Er schrieb eine Forschungs-Monographie über Algebraische Gruppen und Zahlentheorie mit Andrei Stepanowitsch Rapintschuk (A. S. Rapinchuk), die ein Standardwerk ist.
In jüngster Zeit befasst er sich mit arithmetischer Geometrie.

## Mitgliedschaften und Ehrungen
Ab 1972 war er Mitglied der Belarussischen Akademie der Wissenschaften und er war 1987 bis 1993 deren Präsident. 1987 wurde er Mitglied der Sowjetischen Akademie der Wissenschaften und 1989 bis 1991 in deren Präsidium. Er ist Mitglied der Royal Society of Canada.
Er war Invited Speaker auf dem Internationalen Mathematikerkongress in Vancouver 1974 (Arithmetische und Strukturprobleme bei linearen algebraischen Gruppen, Russisch) und in Helsinki 1978 (Algebraic groups and reduced K-theory) und auf dem Europäischen Mathematikerkongress in Budapest 1996 (Rationality problems for group varieties).
1968 erhielt er den Lenin Konsomol Preis für Arbeiten in topologischer Gruppentheorie und 1978 den Leninpreis für seine Aufsatzreihe Arithmetik algebraischer Gruppen und reduzierte K-Theorie. 1993 erhielt er den Humboldt-Forschungspreis.

## Schriften (Auswahl)
- mit Andrei Rapinchuk: Algebraic Groups and Number Theory, Academic Press 1993
- Das Tanaka–Artin Problem und reduzierte K-Theorie, Izv. Akad. Nauk SSSR,. Ser. Mat., Band 40, 1976, S. 227–243 (Russisch)
- mit Fritz Grunewald: Rigidity results for groups with radical cohomology of finite groups and arithmeticity problems, Duke Math. J., Band 100, 1999, S. 321–358
- New properties of arithmetic groups, Russian Math. Surveys, Band 65, 2010, S. 951–975
- Rigidity for groups with radical, cohomology of finite groups, and arithmeticity problems, Russian Math. Surveys, Band 54, 1999, S. 171–179
- mit A. S. Rapinchuk: Algebraic groups and number theory, Russian Math. Surveys, Band 47, 1992, S. 133–161
- The arithmetic theory of algebraic groups, Russian Math. Surveys, Band 37, 1982, S. 1–62